# Es ist nicht vorbei
Es ist nicht vorbei ist ein Fernsehfilm von Franziska Meletzky, der am 9. November 2011 zur Hauptsendezeit um 20.15 Uhr in der ARD ausgestrahlt wurde. Er thematisiert das Schicksal eines Opfers des DDR-Regimes, das von seiner Vergangenheit eingeholt wird.

## Inhalt
Jochen Weber ist Personalreferent in einem Koblenzer Krankenhaus. Seine Frau Carola, in Leipzig aufgewachsen, gibt Musikunterricht in einer Schule. Ihre beabsichtigte Karriere als Pianistin musste sie seinerzeit wegen eines Ernteunfalls, bei dem sie zwei Finger der rechten Hand verlor, aufgeben. Außerdem ist sie unfruchtbar, weshalb das Paar einen Adoptionsantrag gestellt hat.
Die Wahrheit über die Vergangenheit seiner Frau, mit der er seit zehn Jahren verheiratet ist, erfährt Jochen, als er den aus Chemnitz stammenden Professor Wolfgang Limberg als Chefarzt der neurologischen Abteilung des Krankenhauses einstellt. Limberg und seine Frau laden die Webers zu einem privaten Abendessen ein, das diese nach kurzer Zeit wieder verlassen, da Carola sich unpässlich zeigt. Tatsächlich glaubt sie, anhand von Limbergs Stimme den ihr von Angesicht nicht bekannten Arzt wiedererkannt zu haben, der sie während ihres Gefängnisaufenthaltes in der Frauenhaftanstalt Hoheneck gegen ihren Willen mit Psychopharmaka behandelt hatte.
Limberg leugnet, in Hoheneck tätig gewesen zu sein, als Carola ihn am nächsten Tag in der Klinik aufsucht und ihm ihren Verdacht auf den Kopf zusagt. Er vertraut sich Jochen an und vermutet bei Carola eine psychische Störung, da sie nicht in der Lage sei, ihre Erlebnisse in Hoheneck zu verarbeiten. Jochen stellt seine Frau zur Rede und sie offenbart ihm, dass sie Ende der 1980er-Jahre wegen versuchter Republikflucht inhaftiert worden war. Der Verlust ihrer Finger rührt mitnichten von einem Ernteunfall her, vielmehr wurde sie von Limberg für arbeitsfähig erklärt und geriet unter dem Einfluss der berauschenden und betäubenden Medikamente mit der Hand in eine Maschine. Da Jochen den neuen Chefarzt für eine integre Persönlichkeit hält, fällt es ihm schwer, den Worten seiner Frau Glauben zu schenken, und er hegt nun ebenfalls den Verdacht, seine Frau könne psychisch krank sein.
Ungeachtet dessen reist Carola nach Chemnitz zur Dienststelle der Birthler-Behörde. Dort erhält sie zwar nicht wie erhofft den Klarnamen des damaligen verantwortlichen Arztes (Deckname „IM Tim“), doch erfährt sie zumindest den Namen seines Führungsoffiziers: Horst Weihe. Carola sucht Weihe umgehend auf, doch der behauptet, keinen „IM Tim“ zu kennen, auch der Name Limberg sei ihm unbekannt. Carola versucht es mit einer List und gibt Weihe eine Telefonnummer, unter der er Limberg angeblich erreichen könne. Kaum aus dem Haus, klingelt ihr Handy. Sie hatte Weihe ihre eigene Nummer gegeben, und der hat sofort versucht, mit Limberg in Kontakt zu treten.
Von der Mitarbeiterin der Birthler-Behörde erhält Carola zudem einen Hinweis auf Renate Förster, die ebenfalls in Hoheneck eingesessen hatte und heute Führungen durch das ehemalige Gefängnis macht. Carola überwindet sich und fährt nach Hoheneck, wo ihr Förster verschiedene Fotos zeigt, die während Carolas Haftzeit aufgenommen wurden. Tatsächlich erkennt sie Limberg auf einem der Fotos. Dieser weist erneut alle Vorwürfe zurück und behauptet, zur besagten Zeit in Kuba gewesen zu sein, als Carola ihm das Bild zeigt. Von Limbergs Tochter erfährt sie allerdings, dass ihr Vater zwar in Kuba gewesen sei, den Aufenthalt aber bald wegen einer Hepatitis-Erkrankung habe abbrechen müssen und in die DDR zurückgekehrt sei.
Mittlerweile hat das Jugendamt von Carolas Haft und einer stationären Behandlung wegen psychischer Störungen Anfang der 1990er-Jahre erfahren. Beide Umstände hatte sie seinerzeit verschwiegen, der Adoptionsantrag wird deshalb abschlägig beschieden. Da Carola Limberg als treibende Kraft vermutet, zeigt sie ihn bei der Ärztekammer an. Doch Limberg gibt an, bereits eine Selbstauskunft bei der Birthler-Behörde beantragt zu haben, und verweist ferner auf ein Gutachten eines angesehenen Spezialisten, der Carola 1991 eine Psychose bescheinigt hatte. Die Kammer spricht ihn von allen Vorwürfen frei. Jochen, bei der Befragung Limbergs anwesend und nun immer weitere Details aus der Vergangenheit seiner Frau erfahrend, trennt sich daraufhin seelisch zunehmend entfremdet von Carola, verlässt die eheliche Wohnung und quartiert sich bei seiner Schwester Anne ein. Limberg wiederum erwirkt eine einstweilige Verfügung gegen Carola, die es ihr untersagt, sich der Familie zu nähern.
Einige Tage später erwacht Carola nach einem Albtraum morgens bei offenem Fenster, stellt einen Einstich in ihrem Arm fest und dass Teile der Unterlagen der Birthler-Behörde gestohlen wurden. Sie fährt noch einmal nach Chemnitz und erfährt vom Mitschnitt eines Gesprächs zwischen „IM Tim“ und Weihe. Sie erhält diesen auf eine CD gebrannt. Limberg, der inzwischen auch von der Existenz des Mitschnitts erfahren hat und Carola gefolgt ist, trifft sich vor der Behörde mit Weihe. Es stellt sich heraus, dass dieser Limberg das Gutachten von 1991 hatte zukommen lassen. Limberg verlangt von Weihe, den besagten Mitschnitt vernichten zu lassen, doch muss er vermuten, dass Carola ihn bereits in Händen hat.
Auf der nächtlichen Heimfahrt drängt Limberg Carola kurz nach Verlassen der Autobahn von der Straße ab, so dass sie gegen einen Baum prallt. Beim Versuch, die CD an sich zu nehmen, wird Limberg von einem Autofahrer gestört. Carola wird in die Klinik ihres Mannes eingewiesen und erhält ein Einzelzimmer. Dort sucht Limberg sie auf, gibt zu, sie bei der Einladung sofort wiedererkannt zu haben, und versucht, ihr eine Injektion mit einer tödlichen Kaliumchloridlösung zu verabreichen. Da Carola ihrem Mann unmittelbar vor dem Unfall eine Nachricht über einen Beweis gegen Limberg auf die Mailbox gesprochen hatte und ihm bereits vorher durch eigene Nachforschungen Zweifel an der Integrität Limbergs gekommen waren, kommt Jochen, vom Unfall seiner Frau inzwischen benachrichtigt, rechtzeitig hinzu und kann die Tötung Carolas verhindern. Limberg lässt sich widerstandslos festnehmen.

## Sonstiges
Die Autoren ließen die Erlebnisse Tatjana Sternebergs in ihr Drehbuch einfließen. Diese war 1974 wegen „staatsfeindlicher Verbindungsaufnahme und Vorbereitung zum ungesetzlichen Grenzübertritt“ zu einer mehrjährigen Haftstrafe verurteilt worden, die sie in Hoheneck verbüßen musste, ehe sie 1976 von der Bundesrepublik Deutschland freigekauft wurde.
Drehorte waren neben der Haftanstalt Hoheneck die Städte Koblenz, Baden-Baden und Berlin. Für Unmut und Irritationen sorgte die Besetzung Ernst-Georg Schwills als ehemaliger Führungsoffizier Weihe, da Schwill selber zu DDR-Zeiten nachweislich als IM geführt wurde.
Es ist nicht vorbei wurde zum 22. Jahrestag der Öffnung der Berliner Mauer gezeigt. Mit 5,58 Millionen Zuschauern und einem Marktanteil von 18,3 % fuhr der Film am 9. November den Tagessieg ein. Auch der anschließend gesendete Dokumentarfilm Die Frauen von Hoheneck hatte eine nur unwesentlich geringere Sehbeteiligung.
Ausgewählt von den Mitgliedern der Deutschen Akademie der Darstellenden Künste wurde der Film 2011 beim Fernsehfilmfestival Baden-Baden in der Sparte Fernsehfilmpreis der Deutschen Akademie der Darstellenden Künste und Sonderpreise nominiert, konnte sich aber in keiner Kategorie durchsetzen. Ferner war er für den Grimme-Preis 2012 in der Kategorie „Fiktion“ nominiert.

## Kritiken
Es ist nicht vorbei wurde von der Kritik überwiegend positiv aufgenommen.
Christian Buß meint bei Spiegel online unter anderem: „Raffiniert holt der ARD-Film die DDR-Verbrechen ins Heute, ohne je mit Volkspädagogik zu langweilen. […] Konsequent und mit teils hitchcockscher Perfidie treibt Regisseurin Franziska Meletzky (‚Nachbarinnen‘) ihre Heldin durch einen Parcours der psychischen Demütigungen und sozialen Demontagen. […] das Leben des DDR-Opfers droht ein zweites Mal zu zerbrechen. […] Die Drehbuchautorin Kristin Derfler und Clemens Murath schaffen es, die zentralen historischen Informationen über Hoheneck zu vermitteln, ohne dem Thriller seine Wucht zu nehmen. […] Grandios, wie der ARD-Thriller mit seinen beiden unaufgeregt, aber effizient spielenden Hauptdarstellern Kling und Noethen die Kontinuität der Bedrohung als schlüssiges Angstszenario vermittelt.“
Rainer Tittelbach sieht „die eine oder andere dramaturgische Ungereimtheit“. „Doch wichtiger ist, dass die Fakten aus der Helden-Biographie, die aus verschiedenen Fällen zusammengesetzt wurde, geschickt in den Handlungsfluss integriert sind, dass sie so den seelisch gefolterten Frauen eine Stimme geben und dass das im Osten vergessene und im Westen weitgehend unbekannte Thema einem breiten Publikum zugänglich gemacht wird. ‚Es ist nie vorbei‘ gelingt es, einen politisch-thematischen Diskurs zu führen, und gleichzeitig zu zeigen, was diese Erfahrungen psychisch mit einem machen können.“.
Dieter Wunderlich macht Längen im Drehbuch aus, befindet aber: „Franziska Meletzky (Regie), Kristin Derfler und Clemens Murath (Drehbuch) erzählen die leidvolle Geschichte aus der Perspektive der Protagonistin. ‚Es ist nicht vorbei‘ veranschaulicht, dass auch zwanzig Jahre nach der Wiedervereinigung Opfer des DDR-Regimes traumatisiert sind und Täter unerkannt in verantwortungsvollen Positionen arbeiten.“